# Маркош, Имре
Имре Маркош (венг. Markos Imre; 9 июня 1908, Австро-Венгрия — 27 сентября 1960, Уддевалла, Швеция) — венгерский футболист, игравший на позиции нападающего. По завершении игровой карьеры — тренер.
Выступал, в частности, за клуб «Бочкаи», а также национальную сборную Венгрии.

## Клубная карьера
Во взрослом футболе дебютировал выступлениями за команду клуба «Эксересек». Большую часть карьеры провёл в клубе «Бочкаи» (Дебрецен). С командой достиг крупнейших в её истории высот. В 1930 году клуб завоевал кубок Венгрии. В 1/2 финала «Бочкаи» неожиданно победил «Ференцварош» со счетом 2:0, а в финале одолел команду «Башни» (Сегед)— 5:1. Три гола в финале забил Свай Телеки, по одному разу отличились Имре Маркош и Тибор Шаньи.
В национальном первенстве Маркош вместе с клубом стал третьим призером в 1934 году. Еще трижды клуб занимал четвертое место в 1929, 1931 и 1932 годах. Дважды с командой принимал участие в матчах кубка Митропы. В 1931 году клуб из Дебрецена уступил австрийскому клубу «Фёрст» (0:3, 0:4), а в 1934 году итальянской команде «Болонья».
В начале сезона 1936—1937 года перешел во французский «Ренн», однако после его завершения вернулся в состав «Бочки». Далее играл в команде «Акнаслатанай Баньяс», выступавшей в третьем венгерском дивизионе. В 1945 году сыграл 20 матчей и забил 6 голов за клуб МТК из высшей венгерской лиги.

## Выступления за сборную
В 1929 году дебютировал в официальных матчах в составе национальной сборной Венгрии. В течение карьеры в национальной команде, которая длилась 7 лет, провел в форме главной команды страны 20 матчей, забив 5 голов.
Вместе с четырьмя одноклубниками поехал в составе сборной на чемпионат мира 1934 года в Италии, где сыграл два матча. В четвертьфинальной игре против сборной Австрии (1:2) был удален с поля на 57-й минуте матча.
Также сыграл 9 матчей и забил 4 гола в различных неофициальных играх сборной Венгрии и сборной города Будапешт.

## Карьера тренера
Начал тренерскую карьеру в 1947 году, возглавив тренерский штаб клуба «Дебрецен».
В течение тренерской карьеры также возглавлял команды финских и шведских клубов «ТПС», «Дегерфорс» и «Пиркива» (Турку), «Кристианстад», а также турецкого «Фенербахче».
Последним местом тренерской работы был клуб «Оддевольд», главным тренером команды которого Имре Маркош был в течение 1957—1960 годов.
Умер 27 сентября 1960 года на 53-м году жизни.

## Титулы и достижения

### Как игрока
- Обладатель кубка Венгрии: (1)

«Бочкаи»: 1930
- Бронзовый призер чемпионата Венгрии: (1)

«Бочкаи»: 1934
- Участник чемпионата мира 1934

### Как тренера
- Чемпион Финляндии: (1)

«ТПС»: 1949